# Scorpion (Fernsehserie)
Scorpion ist eine US-amerikanische Kriminalserie, die angeblich sehr lose vom Leben von Walter O’Brien inspiriert sein soll; dies wird jedoch von einigen Journalisten bezweifelt. Der TV-O’Brien arbeitet mit einem Team weiterer Genies für die Homeland Security, um sich den Gefahren der modernen Zeit zu stellen.

## Figuren
Walter O’Brien
Walter O’Brien ist ein Genie und hat mit 197 den vierthöchsten IQ-Wert, der je gemessen wurde. Seine Mitmenschen lässt er diese Überlegenheit gerne spüren und neigt zu „intellektuellem Größenwahn“. Zu Beginn der Serie betreibt er zusammen mit Sylvester, Happy und Toby das Unternehmen „Scorpion“. Walter ist nicht fähig, emotional zu agieren und auf die Gefühle seiner Mitmenschen einzugehen, da emotionale Intelligenz bei ihm eher wenig vorhanden ist. Außerdem hat Walter ein Problem damit, Anweisungen zu befolgen. Er hat eine ältere Schwester, Megan, die an Multipler Sklerose erkrankt ist.
Agent Gallo brachte ihn als Jungen von Callan (Irland) in die Vereinigten Staaten, nachdem O’Brien sich in eine Datenbank der NASA gehackt hatte, um Baupläne des Space Shuttles für die Verwendung als Poster herunterzuladen. Danach versorgte Gallo ihn mit Computern und förderte seine Begabung. Somit wurde er zu einer Art Mentor für Walter. Es kam zu einem Zerwürfnis mit Gallo, nachdem Walter eine Software für humanitäre Hilfslieferungen entwickelt hatte, die später dafür eingesetzt wurde, Bomben im Irak abzuwerfen, woraufhin 2.000 Zivilisten starben. Zudem entwickelt er Gefühle für Paige, die er aber anfangs verleugnet. Die zweite Staffel endet mit Walters Zitat: „I love her, I’m a moron.“ („Ich liebe sie, ich bin ein Idiot.“).
Walters Gefühle bringen dem Team einige Probleme, vor allem ab dem Tag, an dem der neue Homeland-Praktikant Tim bei Scorpion anfängt. Walter wird zunehmend eifersüchtig, da Paige mit Tim ausgeht und die beiden schließlich zusammenkommen. Etwas später schmeißt Walter Paige aus dem Team, da er jetzt besser mit Menschen umgehen kann. Am Ende der dritten Staffel tanzen dann beide auf Toby und Happys Hochzeit und gestehen sich ihre Liebe. Ab dem Moment sind die beiden ein Paar und Paige wieder zurück im Team.
Am Ende der vierten Staffel verheimlicht Walter Paige eine Affäre mit Florence Tipton, eine Chemikerin, die seit der vierten Staffel Scorpions Nachbarin ist. Walter hatte nach einem Unfall einen Traum, in dem beide verheiratet waren. Deshalb treffen sie sich hin und wieder und Florence entwickelt Gefühle für Walter. Daraufhin verlässt Paige Scorpion und gründet gemeinsam mit Toby, Happy und Sylvester ein eigenes Team. Walter gründet mit Cabe und Florence Scorpion 2.0.
Paige Dineen
Paige ist alleinerziehende Mutter des neunjährigen Ralphs. Zu Beginn der Serie arbeitet sie als Kellnerin in einem Diner und erfährt von Walter. Sie hat einen Sohn, der mit ihr nicht spricht und zu dem ihr jeder Zugang fehlt. Sie hält ihn für behindert, jedoch kann Walter ihr beweisen, dass dies überhaupt nicht zutrifft. Er erkennt ihren Sohn sofort als hochbegabt, der so wenig wie er selbst Zugang zu normalen Menschen hat. Diese Offenbarung wirft sie zunächst völlig aus der Bahn. Am Ende der ersten Folge bietet Walter ihr einen Job bei Scorpion an, als „staatlich geförderte Problemlöserin“ – sie soll die „normale Welt“ für die Genies übersetzen und ihnen den Umgang mit anderen Menschen erleichtern.
Zu Drew, dem Vater ihres Sohnes Ralph, der als Baseballspieler in der Minor League arbeitet, hatte sie lange keinen Kontakt. Im Laufe der Serie scheint sie Gefühle für Walter zu entwickeln, kann diesen aber nicht nachgehen, da Walter nicht glaubt, dass Emotionen und Liebe real sind.
Am Anfang der zweiten Staffel küssen sich Walter und Paige als „Experiment“, jedoch verleugnen sie ihre wahren Gefühle zueinander, um das Team nicht zu gefährden.
Am Ende der zweiten Staffel kommt der Homeland-Praktikant und ehemalige Navy Seal Tim zum Team, welcher sich mit Paige immer besser versteht und schließlich mit ihr zusammen kommt. Nach einem Jobangebot für Tim in Jordanien ist Paige wieder alleine mit Ralph und versteht sich besser mit Walter. Am Ende der dritten Staffel gesteht Walter Paige beim Tanzen auf der Hochzeit von Toby und Happy schließlich seine Liebe und Paige erwidert diese. Somit kommen jetzt auch Paige und Walter endlich zusammen. Am Ende der vierten Staffel findet sie jedoch heraus, dass Walter ihr eine Affäre mit der Chemikerin und Nachbarin Florence Tipton verheimlicht hat, weswegen sie das Team verlässt und eine eigene Beratungsfirma gründet.
 Ralph Dineen
Ralph ist der Sohn von Paige Dineen und hat anscheinend eine Autismus-Spektrum-Störung. Seine Mutter hat keinen Zugang zu ihm und er zeigt Verhaltensauffälligkeiten. Walter erkennt jedoch schon beim ersten Zusammentreffen die wahre Ursache für Ralphs Probleme. Als Paige, die ihn für behindert hält, ihn im Diner in Schutz nehmen möchte, beweist ihr Walter, dass Ralph in Wahrheit ein Genie ist. Er hat deshalb keine Freunde, weil diese mit ihm intellektuell nicht mithalten können. Er schlägt im Schachspiel im Diner den Schachgroßmeister Sylvester Dodd sensationell in acht Zügen (was diesen total begeistert).
Im weiteren Verlauf der Handlung freundet er sich mit Walter, aber auch mit anderen im Team an, denn sie sind seinesgleichen. Auch das Verhältnis zu seiner Mutter wird intensiver (so wie Paige es immer haben wollte), jedoch wird er zunehmend zu einem Teil des Teams und kommt ihm mit seinen Programmierkenntnissen auch zunehmend öfters zu Hilfe. Er hackt sich auch schon mal in ein chinesisches Kriegsschiff, um mit dessen von ihm aktivierter und eingesetzter Raketenabwehr das Team zu retten. Als er sich sogar persönlich in Gefahr begibt, um das Team zu retten, verlässt Paige mit ihm das Team, kommt aber schon in der nächsten Folge wieder zurück.
Agent Cabe Gallo
Agent Gallo ist Special Agent der Homeland Security und agiert als Verbindung zwischen „Scorpion“ und den Behörden. Als Walter ein Kind war, hat er ihn aus Irland in die USA gebracht und lange mit ihm gearbeitet, bis es zum Zerwürfnis kam. In der ersten Folge bittet Gallo aufgrund eines technischen Defekts am Los Angeles International Airport um Hilfe. Nach der Lösung des Problems bietet er dem Team eine langfristige Zusammenarbeit an, was Walter annimmt.
Gallo ist geschieden, aber immer noch mit seiner Ex-Frau befreundet und hatte eine Tochter, die durch eine Krankheit starb.
Dr. Tobias M. „Toby“ Curtis
Toby ist Verhaltenswissenschaftler und Arzt, der Menschen scheinbar mühelos „lesen“ kann. Er selbst meint, einen IQ-Wert von 178 zu haben. Er hat ein Spielsucht-Problem, das ihm schon manche Schwierigkeiten eingebracht hat und ist nach eigener Aussage ein Narzisst. Toby wuchs in ärmlichen Verhältnissen auf, erlangte aber seinen Doktortitel trotzdem bereits mit 17 Jahren. Er war Absolvent der Harvard-Universität. Sein Merkmal ist der schwarze Hut, den er immer trägt.
Er war verlobt und trauert der Beziehung noch nach. Er scheint auch Gefühle für Happy zu haben, die sich aber eher in harmlosem Flirten äußern. Toby ist sich trotz seiner Fähigkeiten nicht sicher, ob sie seine Gefühle erwidert. Happy und Toby kommen schließlich zusammen. Danach macht Toby ihr einen Antrag, den sie jedoch überraschend ablehnt, da sie schon verheiratet ist.
Am Ende der dritten Staffel können Toby und Happy schließlich heiraten, da sich Happy scheiden lassen konnte.
Happy Quinn
Happy ist ein technisches Genie, das alles reparieren kann. Mit einem IQ-Wert von 184 hat sie den zweithöchsten IQ-Wert aus dem Team Scorpion. Sie ist das einzige weibliche Genie bei „Scorpion“ und zu Beginn der Serie 27 Jahre alt. Als Kleinkind wurde sie von ihrem Vater in einem Waisenhaus abgegeben, um für sie ein besseres Zuhause zu finden. Sie kann sich an jede Sekunde erinnern, da sie ein fotografisches Gedächtnis hat. Sie vertraut den meisten Menschen nicht, ist sehr pessimistisch und kann schnell handgreiflich werden. Außerdem hat sie ein Problem mit Autorität und neigt zu Wutausbrüchen. Ihren Freunden gegenüber ist sie aber sehr verbunden und würde alles für sie tun.
Sie hat ebenfalls Gefühle für Toby und kommt mit ihm zusammen. Allerdings erfährt man am Ende der zweiten Staffel, dass sie bereits verheiratet ist. Am Anfang der dritten Staffel stellt sich heraus, dass der unbekannte Ehemann von Happy Walter ist. Die Ehe wurde vor drei Jahren geschlossen, damit er nach fünf Jahren Besitz seiner Greencard die US-Staatsbürgerschaft beantragen kann.
Sylvester Dodd
Sylvester ist ein höchstbegabter Mathematiker und Statistiker. Mit einem IQ-Wert von 180 und einem perfekten Langzeitgedächtnis ist er der drittintelligenteste im Team. Er hat zahlreiche Phobien und Zwangsneurosen – er hat Angst vor Krankheiten und ihren Erregern sowie vor Flugzeugen. Aufgrund dessen und seiner sensorischen Sensibilität agiert er eher im Hintergrund. Wenn er sich in seinen Berechnungen verliert, kann er auch mal vergessen zu essen oder andere alltägliche Dinge zu erledigen. Sylvester ist ein Schachgroßmeister, der jedoch von Paige Sohne Ralph in der ersten Folge gleich beim ersten Spiel haushoch geschlagen wird, was ihn ehrlich begeistert und Ralphs Genialität beweist. Am Ende der zweiten Staffel outet er sich als anerkannter Ornithologe.
Er hatte eine Beziehung mit Megan, Walters Schwester. Als ihre Multiple Sklerose sie zunehmend ans Bett fesselt, kümmert er sich um sie und gesteht ihr seine Liebe, welche sie erwidert. Kurz vor ihrem Tod und im Wissen um diesen heiratet er Megan.
In Staffel vier legt Sylvester die Anwaltsprüfung ab, um Cabe Gallo in einem Prozess zu verteidigen, wo ihm vorgeworfen wird, einen ehemaligen Mitarbeiter von Scorpion (und Häftling) mutwillig freigelassen zu haben, welchen er gewinnt. Er verlässt Scorpion zum Ende der vierten Staffel, da er Gefühle für Florence entwickelt hatte, Walter ihm diese allerdings weggeschnappt habe. Er gründet mit Paige, Toby und Happy ein eigenes Team.
Florence Tipton
Florence ist eine ebenfalls höchstbegabte Chemikerin, die zu Beginn der vierten Staffel Scorpions Nachbarin wird. Ihren ersten Auftritt hat sie in Episode sieben der vierten Staffel. Obwohl die Team-Mitglieder (und anfangs auch Walter) ihr misstrauen, hilft sie dem Team von da an bei kniffligen Fällen. In der zwölften Folge fällt Walter die Treppe der Werkstatt herunter und bleibt bewusstlos und verletzt liegen. Er träumt von Florence und davon, dass beide verheiratet sind. Dieser Traum führt nach der Genesung dazu, dass sich beide annähern und Walter sie zu einem Vortrag mitnimmt. Als Paige dies herausfindet und Florence zugibt, Gefühle für Walter entwickelt zu haben, zerbricht das Team. Florence wird gemeinsam mit Cabe und Walter Teil von Scorpion 2.0.

## Besetzung und Synchronisation

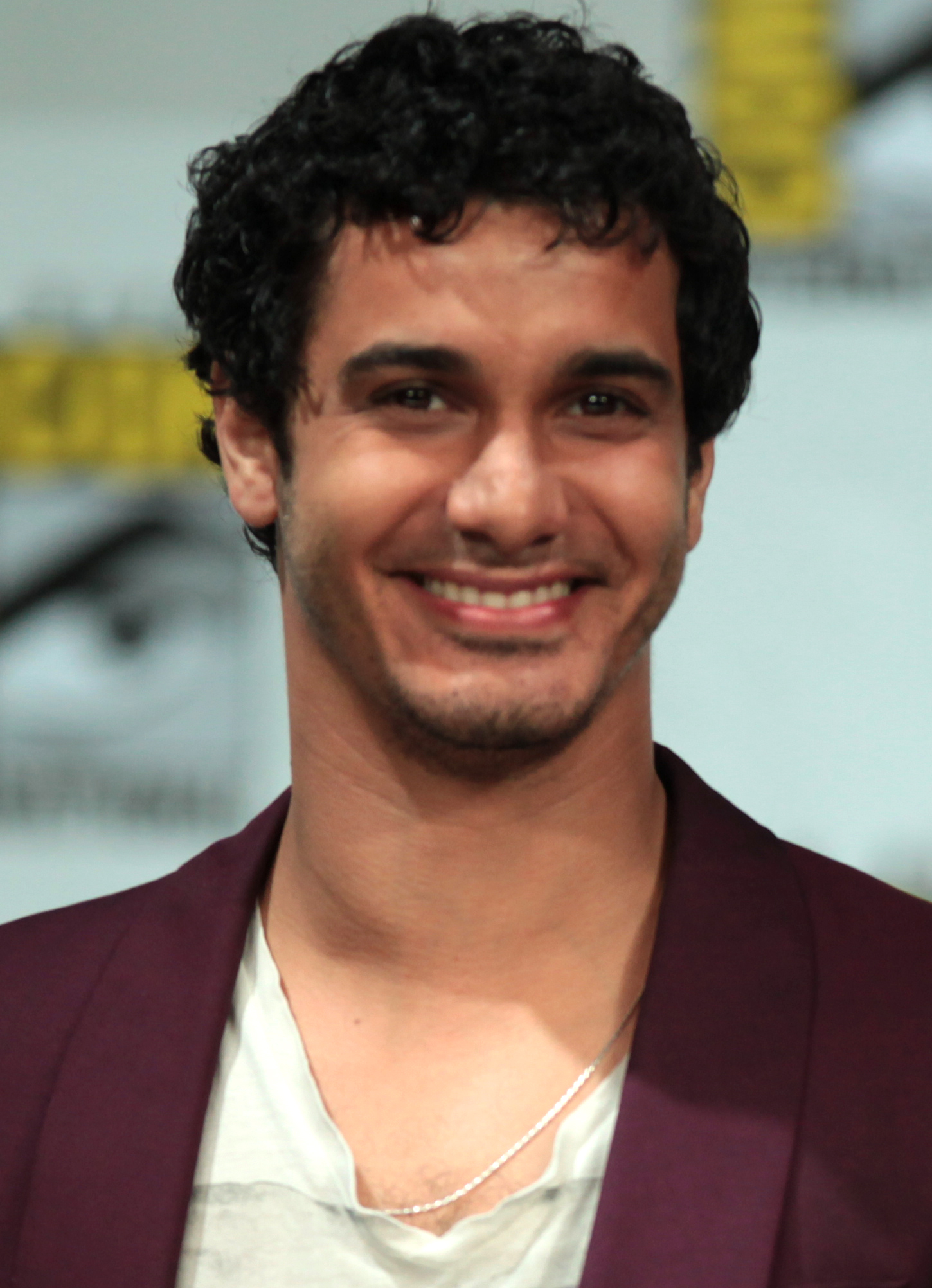
Elyes Gabel spielt Walter O’Brien
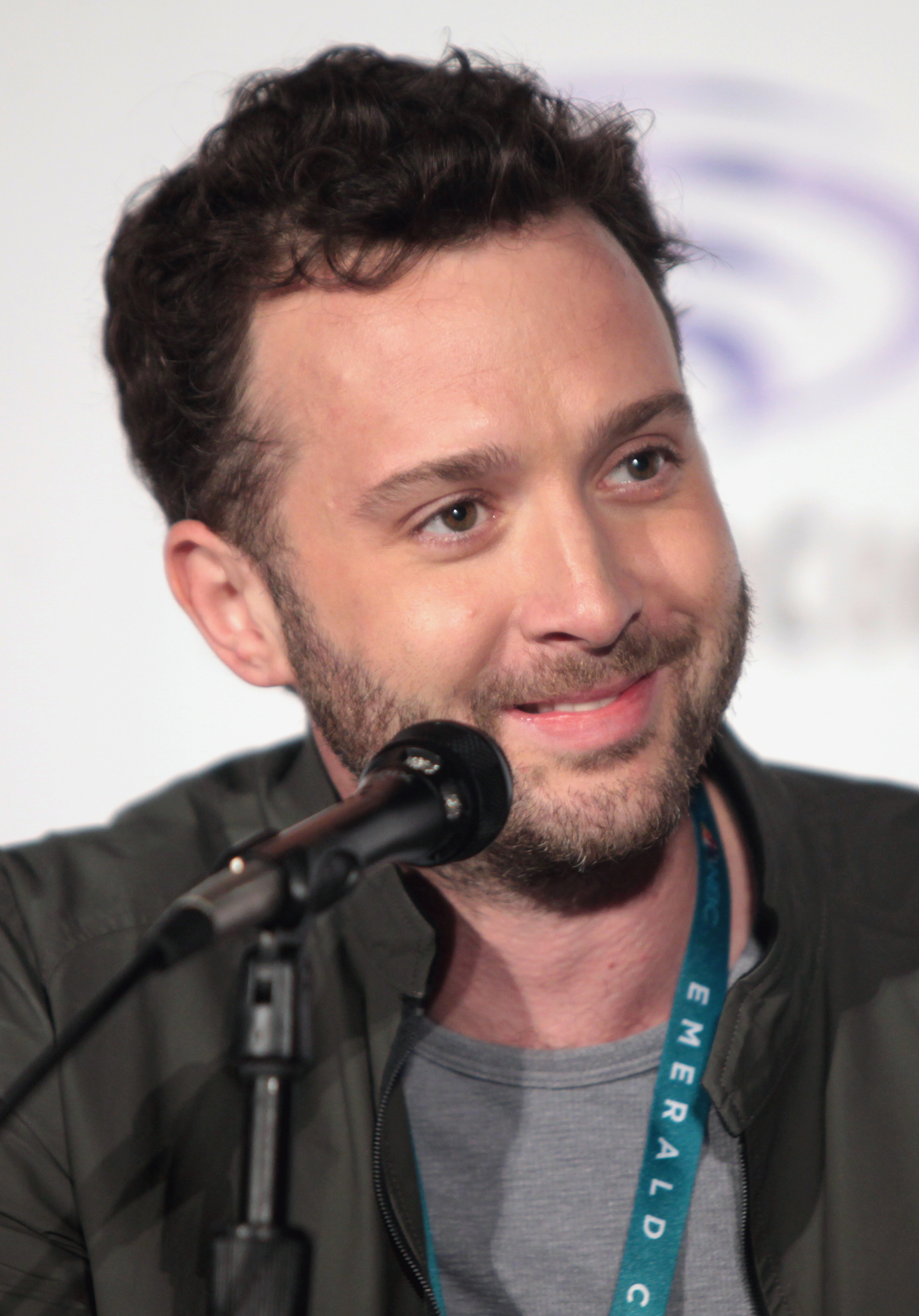
Eddie Kaye Thomas spielt Toby Curtis
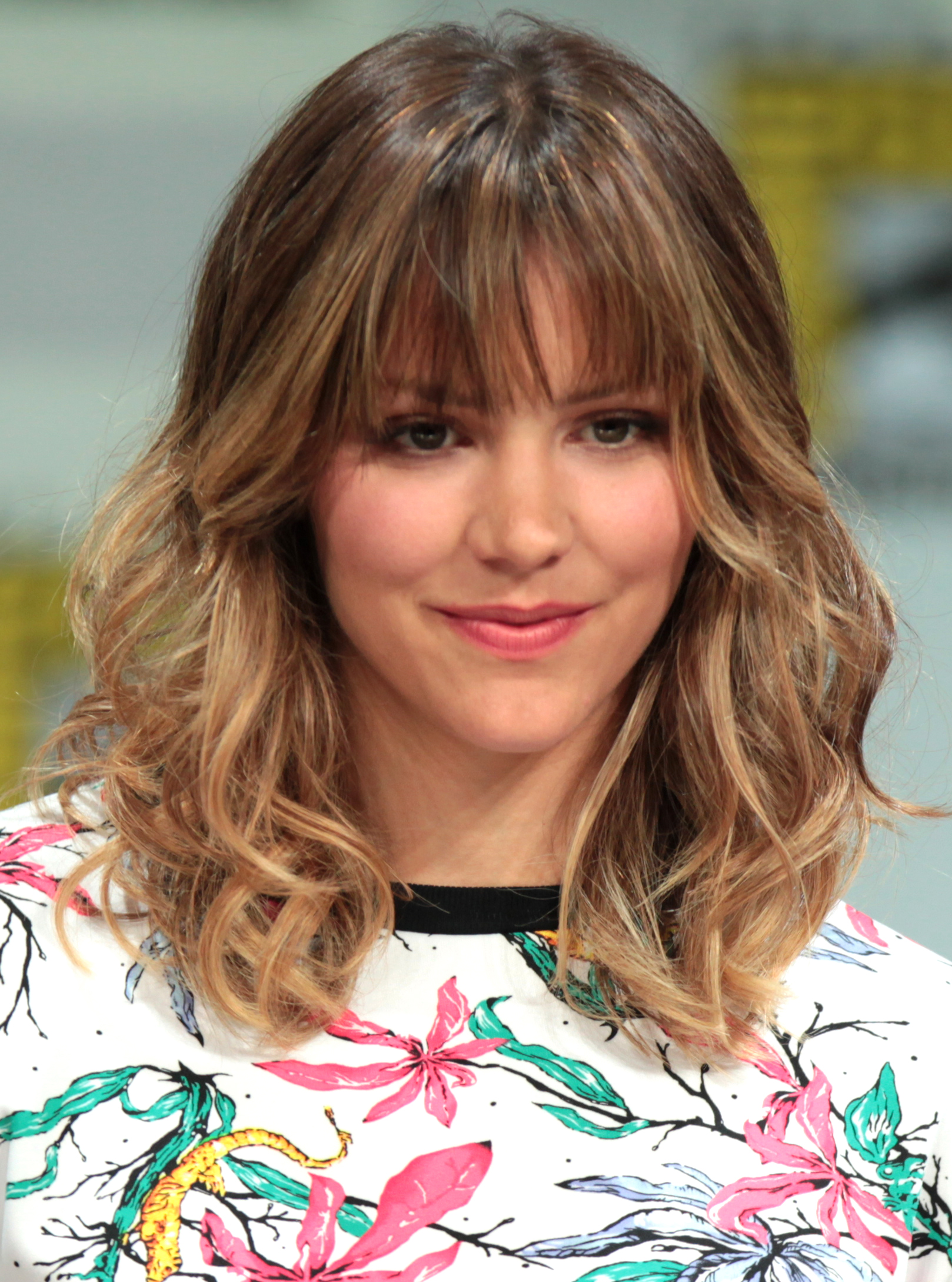
Katharine McPhee spielt Paige Dineen
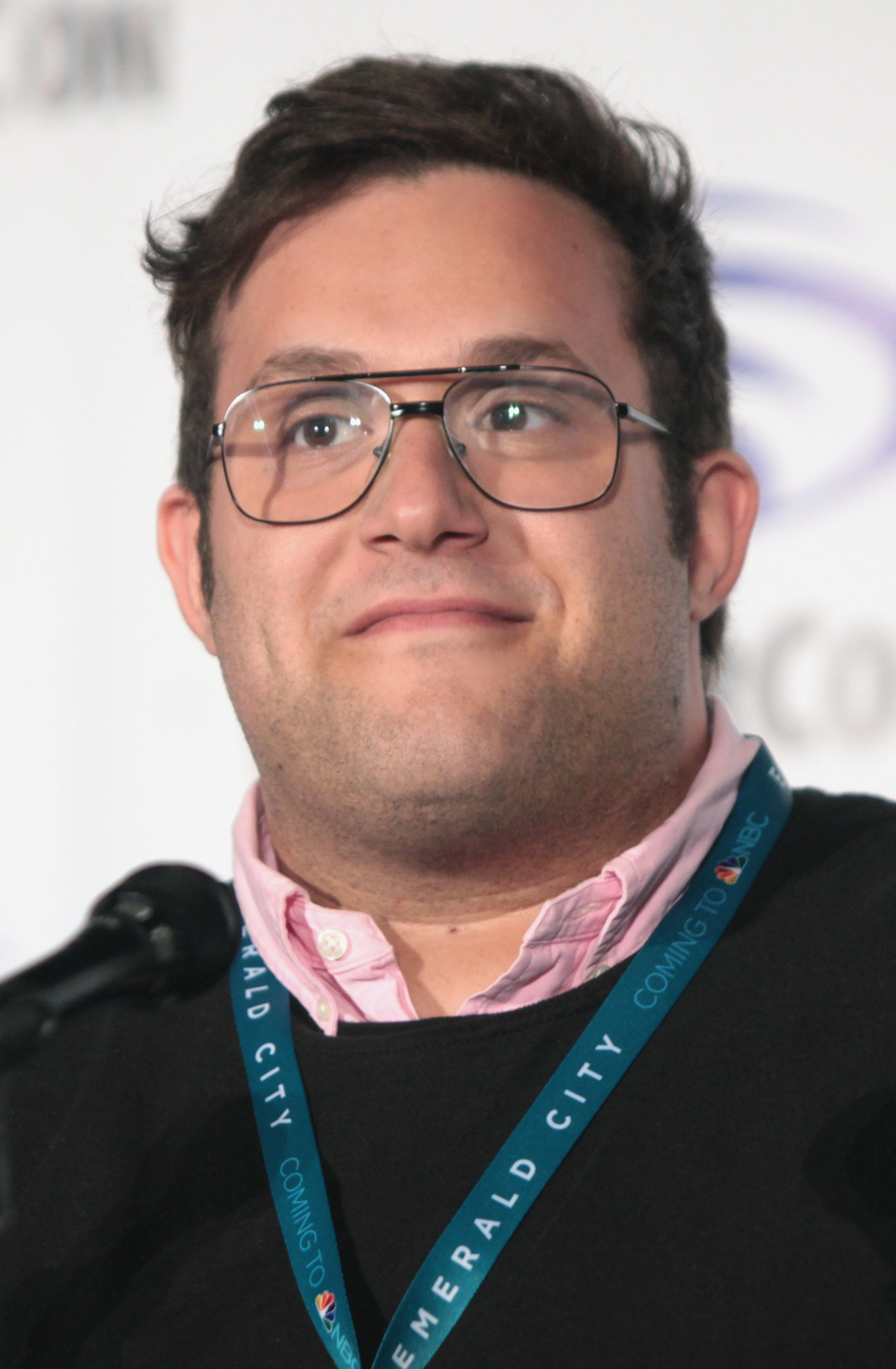
Ari Stidham spielt Sylvester Dodd
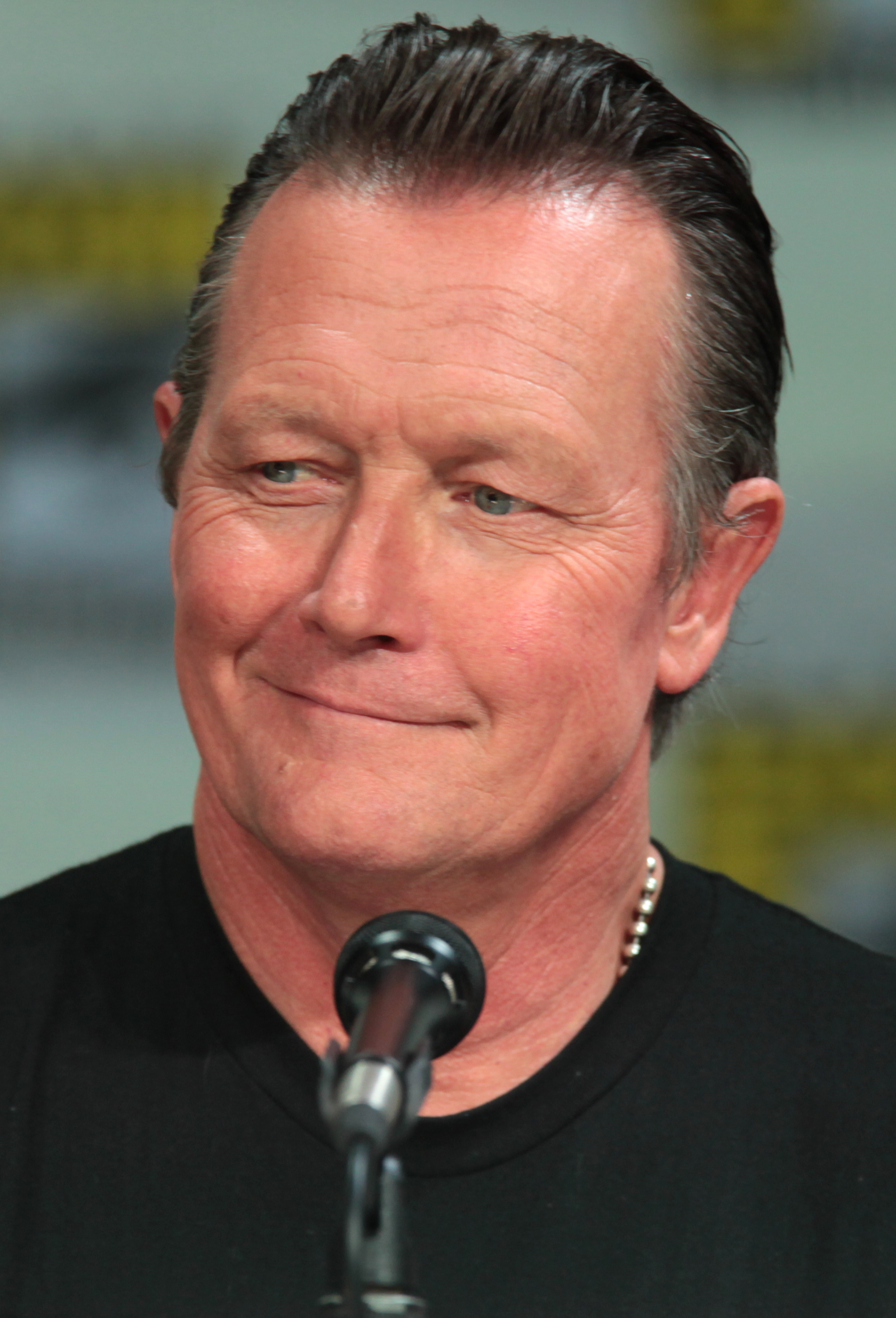
Robert Patrick spielt Cabe Gallo
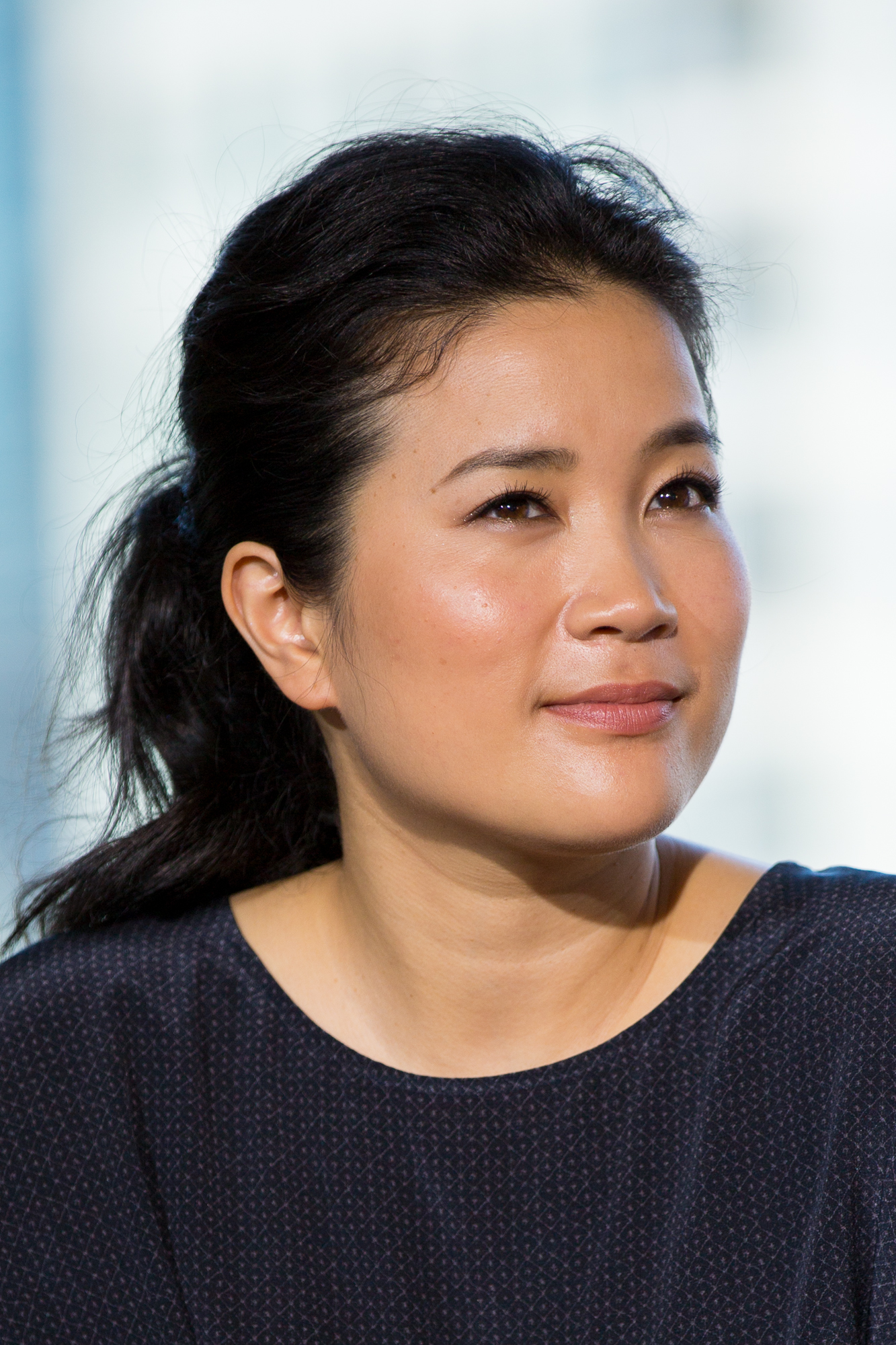
Jadyn Wong spielt Happy Quinn

| Rolle             | Schauspieler      | Hauptrolle (Episoden) | Nebenrolle (Episoden) | Synchronsprecher                              |
| ----------------- | ----------------- | --------------------- | --------------------- | --------------------------------------------- |
| Walter O’Brien    | Elyes Gabel       | 1.01–4.22             |                       | Tim Knauer                                    |
| Toby Curtis       | Eddie Kaye Thomas | 1.01–4.22             |                       | Konrad Bösherz                                |
| Paige Dineen      | Katharine McPhee  | 1.01–4.22             |                       | Giuliana Jakobeit                             |
| Sylvester Dodd    | Ari Stidham       | 1.01–4.22             |                       | Leonhard Mahlich                              |
| Cabe Gallo        | Robert Patrick    | 1.01–4.22             |                       | Peter Reinhardt                               |
| Happy Quinn       | Jadyn Wong        | 1.01–4.22             |                       | Esra Vural                                    |
| Ralph Dineen      | Riley B. Smith    | 2.01–4.22             | 1.01–1.22             | bis 2.04 Lukas Raddau ab 2.08 Carlos Fanselow |
| Megan O’Brien     | Camille Guaty     |                       | 1.02–2.11             | Nicole Hannak                                 |
| Direktor Merricki | David Fabrizio    |                       | 1.03–2.15             | Pierre Peters-Arnolds                         |
| Drew Backer       | Brendan Hines     |                       | 1.07–1.20             | Karlo Hackenberger                            |
| Tim Armstrong     | Scott Porter      | 2.21–3.11             |                       | Nicolás Artajo                                |
| Florence Tipton   | Tina Majorino     |                       | 4.07–4.22             | Isabelle Schmidt                              |

## Ausstrahlung und Einschaltquoten

### Vereinigte Staaten
Die Erstausstrahlung der Serie läuft seit dem 22. September 2014 auf dem US-Sender CBS.
| 1 | 22 | 22. September 2014 – 20. April 2015 | 13,63 Mio. | #15 | Montag 21:00 Uhr | [ 3 ] |
| 2 | 24 | 21. September 2015 – 25. April 2016 | 12,05 Mio. | #17 | Montag 21:00 Uhr | [ 4 ] |
| 3 | 25 | 3. Oktober 2016 – 25. Mai 2017      | 10,65 Mio. | #22 | Montag 22:00 Uhr | [ 5 ] |
| 4 | 22 | 25. September 2017 – 16. April 2018 | 8,38 Mio.  |     | Montag 22:00 Uhr |       |

### Deutschland
In Deutschland läuft die Serie seit dem 28. Januar 2015 beim Pay-TV-Sender ProSieben Fun, seit dem 1. Februar 2015 beim Free-TV-Sender Sat.1 sowie seit dem 5. Januar 2016 ebenfalls beim Pay-TV-Sender 13th Street.
| Erstausstrahlungsinformationen und Einschaltquoten der Serie im Free-TV | Erstausstrahlungsinformationen und Einschaltquoten der Serie im Free-TV | Erstausstrahlungsinformationen und Einschaltquoten der Serie im Free-TV | Erstausstrahlungsinformationen und Einschaltquoten der Serie im Free-TV | Erstausstrahlungsinformationen und Einschaltquoten der Serie im Free-TV | Erstausstrahlungsinformationen und Einschaltquoten der Serie im Free-TV | Erstausstrahlungsinformationen und Einschaltquoten der Serie im Free-TV | Erstausstrahlungsinformationen und Einschaltquoten der Serie im Free-TV | Erstausstrahlungsinformationen und Einschaltquoten der Serie im Free-TV |
| Staffel                                                                 | Episoden                                                                | Sendezeitraum (Sat.1)                                                   | Einschaltquoten                                                         | Einschaltquoten                                                         | Einschaltquoten                                                         | Einschaltquoten                                                         | Sendeplatz                                                              | Quelle                                                                  |
| Staffel                                                                 | Episoden                                                                | Sendezeitraum (Sat.1)                                                   | Reichweite (ab 3 J. in Mio.)                                            | Marktanteil (ab 3 J. in %)                                              | Reichweite (14–49 J. in Mio.)                                           | Marktanteil (14–49 J. in %)                                             | Sendeplatz                                                              | Quelle                                                                  |
| ----------------------------------------------------------------------- | ----------------------------------------------------------------------- | ----------------------------------------------------------------------- | ----------------------------------------------------------------------- | ----------------------------------------------------------------------- | ----------------------------------------------------------------------- | ----------------------------------------------------------------------- | ----------------------------------------------------------------------- | ----------------------------------------------------------------------- |
| 1                                                                       | 13                                                                      | 1. Februar – 3. Mai 2015                                                | ⌀ 1,97 Mio.                                                             | ⌀ 8,2 %                                                                 | ⌀ 0,93 Mio.                                                             | ⌀ 10,0 %                                                                | Sonntag 22:15 Uhr                                                       | [ 6 ]                                                                   |
| 1                                                                       | 9                                                                       | 30. August – 25. Oktober 2015                                           | ⌀ 1,97 Mio.                                                             | ⌀ 8,2 %                                                                 | ⌀ 0,93 Mio.                                                             | ⌀ 10,0 %                                                                | Sonntag 22:15 Uhr                                                       | [ 6 ]                                                                   |
| 2                                                                       | 15                                                                      | 3. April – 28. August 2016                                              |                                                                         |                                                                         |                                                                         |                                                                         | Sonntag 22:15 Uhr                                                       | [ 7 ]                                                                   |
| 2                                                                       | 9                                                                       | 8. Mai 2017 – 3. Juli 2017                                              |                                                                         |                                                                         |                                                                         |                                                                         | Montag 23:10 Uhr                                                        |                                                                         |
| 3                                                                       | 25                                                                      | 17. Juli 2017 – 19. Dezember 2017                                       |                                                                         |                                                                         |                                                                         |                                                                         | Montag 23:10 Uhr                                                        | [ 8 ]                                                                   |
| 4                                                                       | 2                                                                       | 8. Januar 2018 + 15. Januar 2018                                        |                                                                         |                                                                         |                                                                         |                                                                         | Montag 23:10 Uhr                                                        |                                                                         |
| 4                                                                       | 20                                                                      | 5. Februar 2018 – 26. November 2018                                     |                                                                         |                                                                         |                                                                         |                                                                         | Montag 23:10 Uhr                                                        |                                                                         |

| 1 | 13 | 28. Januar – 8. April 2015    | Mittwoch 21:00 Uhr | 5. – 21. Januar 2016  | werktags 21:50 Uhr & 22:40 Uhr                               |
| 1 | 5  | 22. Juli – 19. August 2015    | Mittwoch 21:00 Uhr | 5. – 21. Januar 2016  | werktags 21:50 Uhr & 22:40 Uhr                               |
| 1 | 9  | 26. August – 21. Oktober 2015 | Mittwoch 21:00 Uhr | 5. – 21. Januar 2016  | werktags 21:50 Uhr & 22:40 Uhr                               |
| 2 | 11 | 20. Januar – 6. April 2016    | Mittwoch 21:00 Uhr | 3. – 26. Oktober 2016 | Mo. Di. & Mi. 20:13 Uhr & 21:00 Uhr (letzte Folge 21:50 Uhr) |
| 2 | 13 | 29. Juni – 21. September 2016 | Mittwoch 21:00 Uhr | 3. – 26. Oktober 2016 | Mo. Di. & Mi. 20:13 Uhr & 21:00 Uhr (letzte Folge 21:50 Uhr) |
| 3 | 25 | 25. Januar – 12. April 2017   | Mittwoch 21:00 Uhr |                       |                                                              |
| 3 | 25 | 05. Juni – 27. September 2017 | Mittwoch 21:00 Uhr |                       |                                                              |
| 4 | 22 | 03. Januar – 28. März 2018    | Mittwoch 21:00 Uhr | – 14. November 2020   |                                                              |
| 4 | 22 | 13. Juni – 08. August 2018    | Mittwoch 21:00 Uhr | – 14. November 2020   |                                                              |

### Österreich
Seit dem 8. Januar 2016 wird die Serie auf dem Privatsender Puls 4 ausgestrahlt. Bis zum 12. März 2016 wurden 19 Folgen der ersten Staffel ausgestrahlt. Seit dem 7. Juli 2017 strahlt auch ATV2 die Serie aus.

### Schweiz
In der Schweiz sicherte sich das Medienunternehmen AZ Medien die Ausstrahlungsrechte. Die Serie läuft seit dem 29. Januar 2015 auf TV24 und TV25. Bis zum 23. Oktober 2015 wurden die Folgen der ersten Staffel ausgestrahlt. Die zweite Staffel wird seit dem 1. April 2016 gesendet, seit dem 7. Juni 2017 die dritte und seit 9. Januar 2018 die vierte. Von der neunten Folge der vierten Staffel an übernahm TV25 die Ausstrahlung.

## Besonderes
- In Episode 1x03 benutzt Walter O’Brien seine selbstentwickelte Software, mit der er und sein Team Videomaterial auswerten, um einen Bombenleger ausfindig zu machen. Im echten Leben hat Walter O’Brien angeblich eine ähnliche Software entwickelt, wie die, mit der das FBI 4000 Stunden Videomaterial und Fotos des Bostoner Marathons auswertete.[13]
- In Episode 1x06 hat Schauspielerin Linda Hunt einen Gastauftritt als Hetty Lange, die sie auch in der Serie Navy CIS: L.A. spielt. Es kommt auch das Bootshaus von Navy CIS: L.A. sowie dessen Kostümfundus aus der Serie zum Einsatz. Damit spielt Scorpion im selben Serienuniversum wie JAG – Im Auftrag der Ehre, Navy CIS, Navy CIS: L.A., Navy CIS: New Orleans, Hawaii Five-0, MacGyver und Magnum P.I.
- In Episode 1x15 hat David James Elliott einen Gastauftritt als Secret-Service-Agent Bruce Jones, der sein Gedächtnis verloren hat. Er spielte zuvor schon in JAG die Hauptrolle des Militäranwalts und Piloten Harmon Rabb, jr.
- Der Darsteller von Cabe Gallo, Robert Patrick, wurde durch seine Rolle als T-1000 in Terminator 2 – Tag der Abrechnung bekannt. Als Anspielung darauf warnt Cabe in der Serie die Genies regelmäßig vor dem „Aufstand der Maschinen“.
- In Episode 2x13 wird eine Ansicht der Stadt Salzburg eingeblendet, um die von einem Dammbruch bedrohte Stadt Augustine zu illustrieren.
- Im Vorspann zu jeder Episode der ersten und zweiten Staffel wird eine Texttafel eingeblendet, die darauf hinweist, die Serie basiere auf dem Leben des echten Walter O’Brien. O’Brien ist tatsächlich Gründer der Computerfirma Scorpion Computer Services und behauptet von sich, hochbegabt zu sein, was allerdings angezweifelt wird.[14][15] Er fungiert für die Serie darüber hinaus als Executive Producer.

## Sonstiges
- Nachdem CBS im Mai 2018 das Ende der Serie verkündet hatte, startete die Fangemeinde eine Petition, in der eine fünfte Staffel gefordert wurde. Die Petition blieb bis dato erfolglos.[16][17]